# 팔보채

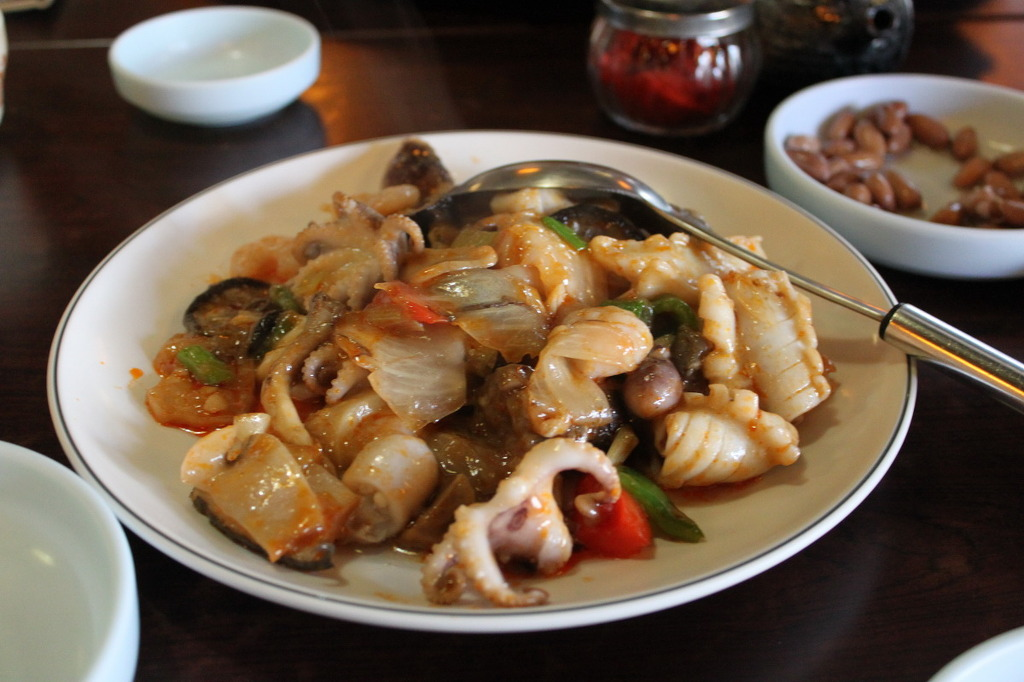

팔보채는 중국 요리에서는 많은 종류의 재료로 만든 것을 가리키는 말이다. 대한민국에서는 팔보채(八寶菜, 바바오차이)와 팔보반(八寶飯, 바바오판)으로 많이 알려져 있는 별미 음식이다. 팔보(八寶, 바바오)는 여덟 가지의 진귀한 재료와 '채소, 요리, 반찬'을 뜻하는 차이(菜)가 합해진 것을 말하며, 소량의 기름으로 해삼, 새우, 오징어 등의 해산물과 죽순, 청경채 등의 채소를 강한 불에 볶은 요리를 말한다. 팔보채의 재료인 각종 해산물과 채소로부터는 단백질, 비타민, 무기질 등의 영양소를 얻을 수 있다.

## 같이 보기
- 중국 요리
- 광둥 요리